# Вулкан (вулкан)
Вулкан — вулкан типа «пемзовый конус»[стиль] в Папуа — Новой Гвинее. Находится на подветренной части кальдеры Рабаул и её западном краю. Последнее извержение вулкана произошло в 1994 году, когда он вместе с конусом Тавурвуром, вынудил людей временно покинуть город Рабаул и перенести местные административные центры провинции Восточная Новая Британия в новую столицу Кокопо. Сегодня склоны вулкана покрыты лесом, что является результатом спячки с 1994 года.
Вулкан не существовал во времена немецкой колонизации, хотя агроном новогвинейской компании Ричард Паркинсон заметил, что небольшой остров в гавани в 1880 году стал заметно больше к 1900 году. В 1920-е годы остров предложил достаточно новых земель для австралийских колонистов, чтобы открыть там спортивный клуб с теннисными кортами. К 1937 году вулкан достиг своих нынешних размеров и извергся в том же году, заполнив гавань толстым слоем пемзы. Моряк австралийского флота отошел от причала метров на сто, прежде чем пробил корку и утонул.